# Le Guêpier (nouvelle)
Pour les articles homonymes, voir Le Guêpier.
Le Guêpier (Wasp's Nest) est une nouvelle policière d'Agatha Christie, mettant en scène le détective belge Hercule Poirot.
Initialement publiée le 20 novembre 1928 dans le quotidien Daily Mail au Royaume-Uni, cette nouvelle n'a été reprise en recueil qu'en 1961 dans Double Sin and Other Stories aux États-Unis. Elle a été publiée pour la première fois en France dans le recueil Allô, Hercule Poirot en 1971.

## Personnages
- Hercule Poirot : détective belge.
- John Harrison : ami de Poirot.
- Claude Langton : ami du précédent, et précédent fiancé de Molly Deane.
- Molly Deane : fiancée d'Harrison.

## Résumé
Hercule Poirot rend visite à son ami John Harrison qui l'accueille dans son jardin. Poirot lui annonce qu'il est venu enquêter sur un meurtre qui n'a pas encore été commis. Claude Langton, qui devait autrefois épouser Molly Deane, l'actuelle fiancée d'Harrison, doit passer dans la soirée exterminer un nid de guêpes à l'aide d'essence. Or Poirot a appris que du cyanure de potassium avait été acheté.
Poirot annonce à Harrison qu'il reviendra à l'heure prévue pour la destruction du nid de guêpes, à savoir 21 h.
Plus tard, Poirot retourne chez Harrison à 20 h 30. Il lui annonce qu'il a subtilisé le cyanure de potassium et qu'il l'a remplacé par du bicarbonate de soude : personne ne mourra ce soir.

### Dénouement et résolution de l'énigme
Poirot a découvert que John Harrison est atteint d'un cancer dont il va bientôt mourir. Par ailleurs il a constaté que Molly Deane est toujours amoureuse de Claude Langton. John Harrison a aussi fait cette découverte et a résolu de faire croire que Langton avait voulu le tuer. Il a mis du cyanure de potassium (en réalité du bicarbonate de soude échangé par Poirot) dans sa cruche et en a bu. Normalement, il mourra rapidement. Quand la police aurait découvert sa mort, elle aurait suspecté Langton qui avait acheté le cyanure de potassium et qui avait été la dernière personne à rencontrer Harrison. On aurait accusé Langton de vouloir se débarrasser d'un rival en amour qui lui avait pris Molly Deane. Peut-être la cour d'assises aurait condamné Claude Langton à la peine de mort. Quant à Harrison, l'absorption de l'eau empoisonnée aurait équivalu à un suicide.
Dans les dernière lignes de la nouvelle, John Harrison remercie Poirot d'avoir empêché son projet d'aboutir.

## Commentaires
Cette nouvelle peut quasiment se résumer à un dialogue entre Poirot et Harrison dans le jardin de ce dernier, dont Poirot s'absente pour revenir assister à la destruction du nid de guêpes. À son retour, il a cependant un bref échange avec Langton qui s'en va (Miss Deane n'apparaît jamais). Aucun indice n'est fourni au lecteur pour élucider ce meurtre qui n'a pas encore été commis, Poirot dévoilant dans la discussion les faits qu'il a connus et les conclusions qu'il en a tirées.
Cet épisode est probablement la source d'inspiration d'un épisode de Doctor Who, Agatha Christie mène l'enquête (7e épisode de la saison 4).

## Éditions
Avant la publication dans un recueil, la nouvelle avait fait l'objet de publications dans des revues :
- le 20 novembre 1928, au Royaume-Uni, dans le no 10164 du quotidien Daily Mail[1],
- le 9 mars 1929, aux États-Unis, sous le titre « The Worst of All », dans Detective Story Magazine[réf. souhaitée],
- en mars 1974, aux États-Unis, dans le no 364 (no 3 du vol. 63) de la revue Ellery Queen's Mystery Magazine[2].

La nouvelle a ensuite fait partie de nombreux recueils :
- en 1961, aux États-Unis, dans Double Sin and Other Stories, chez Dodd, Mead and Co. éd.[1],[3] (avec 7 autres nouvelles),
- en 1971, en France, dans Allô, Hercule Poirot, chez Librairie des Champs-Élysées éd., coll.« Le Masque »[4] (avec 5 autres nouvelles),
- en 1974, au Royaume-Uni, dans Poirot's Early Cases, chez Collins Crime Club éd.[1],[5] (avec 17 autres nouvelles),
- en 1974, aux États-Unis, dans Hercule Poirot's Early Cases, chez Dodd, Mead and Co. éd. (recueil ne reprenant que 15 des 18 nouvelles du recueil britannique).
- en 2000, en France, dans la réédition de Le Bal de la victoire chez Librairie des Champs-Élysées éd., coll.« Les Intégrales du Masque » (avec 14 autres nouvelles).

## Adaptations
- en juin 1932 : Le Guêpier (Wasp's Nest), pièce de théâtre. Elle ne sera pas jouée en 1932[6] mais sera diffusée en direct à la télévision sur la BBC en juin 1937 dans le cadre du programme Theatre Parade, adaptée par Agatha Christie elle-même, avec Francis L. Sullivan dans le rôle principal[7],[8].
- 1991 : Le Guêpier (Wasp's Nest), téléfilm britannique de la série télévisée Hercule Poirot (24e épisode, 3.05), avec David Suchet dans le rôle principal.